# Dodge Charger Urban Racing
Dodge Charger Urban Racing es un videojuego de carreras desarrollado por WildTangent y publicado por Dodge para Microsoft Windows en 2005. El juego se lanzó para promocionar el Dodge Charger de 2006.
Además, el juego usa las mismas características de los juegos Final Drive: Nitro y Final Drive: Fury, también de WildTangent.

## Jugabilidad
El juego cuenta con una interfaz muy similar a la del juego Need for Speed: Underground de EA Games. En este juego te pones al volante del Dodge Charger de 2006 siendo el único auto que puedes conducir en este juego.